# San Pablo (Laguna)
San Pablo é um cidade de  primeira classe de renda da cidade (d) na província Laguna, nas Filipinas. De acordo com o censo de 1 de maio  de  2020 possui uma população de 285 348 pessoas e 70 979 domicílios.